# پرو (ماساچوست)
پرو، ماساچوست
پرو (به انگلیسی: Peru) شهرکی در شهرستان برکشایر ایالت ماساچوست می‌باشد که در سال ۱۷۷۱ بنیان‌گذاری شده‌است. این شهرک در سرشماری سال ۲۰۱۰ میلادی، ۸۴۷ نفر جمعیت داشته‌است.